# Список Героев Социалистического Труда (Мгеладзе — Мжавия)
Эта страница является частью списка Героев Социалистического Труда и перечисляет в алфавитном порядке лиц, удостоенных звания Героя Социалистического Труда, чьи фамилии начинаются с буквы «М», от Мгеладзе до Мжавия.
- Список не включает дважды и трижды Героев Социалистического Труда, а также лиц, лишённых этого звания.
- Список содержит информацию о датах жизни, роде деятельности и дате присвоения звания Героя.
- Герои, удостоенные звания посмертно, выделены в списке  серым цветом .
- Герои, сменившие фамилию после присвоения звания, приводятся в списках дважды, при этом строка с новой фамилией выделяется  бежевым цветом  и не имеет номера.

## Список людей, фамилии которых начинаются с «М»
| Навигационная таблица | Навигационная таблица |
| --------------------- | --------------------- |
| «М»                   | Маады — Макушев       |
| «М»                   | Малай — Манякин       |
| «М»                   | Мараев — Маяцкий      |
| «М»                   | Мгеладзе — Мжавия     |
| «М»                   | Мигаев — Мищихин      |
| «М»                   | Мкртычян — Мощенков   |
| «М»                   | Мравинский — Мячин    |

| №          | Фамилия, имя, отчество               | Даты жизни              | Деятельность | Дата присвоения | ГС         |
| ---------- | ------------------------------------ | ----------------------- | --- | --------------- | ---------- |
| 1          | Мгеладзе Гогола Филипповна           | 1918 — ????             | Колхозница колхоза «Ахалгазрда комунисти» Махарадзевского района Грузинской ССР | 05.07.1951      | [ ГС 1 ]   |
| 2          | Мгеладзе Гурам Давидович             | 04.04.1932 — 05.06.2015 | Первый секретарь Абашского райкома Компартии Грузии | 26.02.1981      | [ ГС 2 ]   |
| 3          | Мгеладзе Елпидия Николаевна          | 1900 — ????             | Колхозница колхоза «Ахалгазрда Комунисти» Махарадзевского района Грузинской ССР | 29.08.1949      | [ ГС 3 ]   |
| 4          | Мгеладзе Теофил Барнабович           | 1910 — ????             | Главный агроном совхоза имени Берия Министерства сельского хозяйства СССР, Гагрский район Абхазской АССР | 31.07.1950      |            |
| 5          | Мдивани Константин Николаевич        | 1926 — ????             | Старший плавильщик Зестафонского завода ферросплавов Министерства чёрной металлургии СССР, Грузинская ССР | 02.04.1966      | [ ГС 4 ]   |
| 6          | Мегеров Рубен Калустович             | 1880 — 06.02.1960       | Звеньевой колхоза имени Шаумяна, гор. Кизляр Грозненской области | 12.07.1950      | [ ГС 5 ]   |
| 7          | Мегрелидзе Хусейн Мемедович          | 15.12.1907 — 1978       | Председатель исполнительного комитета Кедского районного Совета депутатов трудящихся Аджарской АССР | 03.05.1949      | [ ГС 6 ]   |
| 8          | Мёд Мария Николаевна                 | род. 1928               | Звеньевая свиноводческого совхоза «Металлист» Министерства совхозов СССР, Амвросиевский район Сталинской области | 06.04.1949      | [ ГС 7 ]   |
| 9          | Медалиев Афанасий Гаврилович         | 1893 — 05.06.1966       | Звеньевой колхоза имени Шаумяна, гор. Кизляр Грозненской области | 12.07.1950      | [ ГС 8 ]   |
| 10         | Медведев Александр Григорьевич       | 14.09.1919 — 29.12.2011 | Начальник нефтепромыслового управления «Челекеннефть» объединения «Туркменнефть» Министерства нефтедобывающей промышленности СССР, Туркменская ССР                                                                      | 23.05.1966      | [ ГС 9 ]   |
| 11         | Медведев Алексей Александрович       | 05.04.1931 — 10.05.2000 | Мастер Уральского вагоностроительного завода имени Ф. Э. Дзержинского Министерства оборонной промышленности СССР, гор. Нижний Тагил Свердловской области                                                                | 28.07.1966      |            |
| 12         | Медведев Анатолий Васильевич         | род. 1932               | Вальщик Красноярского химического комбината «Енисей» Министерства машиностроения СССР | 29.03.1976      |            |
| 13         | Медведев Анисим Матвеевич            | 1895 — ????             | Председатель колхоза «Победа» Андреевского района Талды-Курганской области | 28.03.1948      | [ ГС 10 ]  |
| 14         | Медведев Борис Ефремович             | 25.07.1895 — 29.09.1963 | Председатель колхоза имени Кирова Близнецовского района Харьковской области | 26.02.1958      | [ ГС 11 ]  |
| 15         | Медведев Виктор Васильевич           | 07.10.1948 — 07.10.1997 | Забойщик шахты имени XXII съезда КПСС производственного объединения «Стахановуголь» Министерства угольной промышленности Украинской ССР, Ворошиловградская область                                                      | 18.09.1985      | [ ГС 12 ]  |
| 16         | Медведев Виктор Михайлович           | 01.04.1913 — 25.05.1943 | Бывший начальник депо Елец Московско-Донбасской железной дороги, Орловская область | 05.11.1943      | [ ГС 13 ]  |
| 17         | Медведев Виктор Михайлович           | 04.04.1917 — 08.06.1992 | Рабочий-сталеплавильщик Новосибирского стрелочного завода Министерства путей сообщения СССР | 01.08.1959      | [ ГС 14 ]  |
| 18         | Медведев Иван Иванович               | 1911 — ????             | Директор Ново-Михайловской МТС Красноярского края | 10.04.1948      | [ ГС 15 ]  |
| 19         | Медведев Николай Дмитриевич          | 12.05.1928 — 03.11.2020 | Строгальщик Иркутского завода радиоприёмников Министерства радиопромышленности СССР | 26.04.1971      | [ ГС 16 ]  |
| 20         | Медведев Пётр Герасимович            | 05.01.1916 — 08.03.1981 | Директор совхоза «Окте» Талсинского района Латвийской ССР | 15.02.1958      | [ ГС 17 ]  |
| 21         | Медведева Ирина Романовна            | 18.04.1911 — 10.09.1985 | Доярка колхоза «Большевик» Солнцевского района Курской области | 22.03.1966      | [ ГС 18 ]  |
| 22         | Медведева Лидия Григорьевна          | 27.09.1926 — 17.01.2007 | Бригадир совхоза «Горнощитский», город Свердловск | 30.04.1966      |            |
| 23         | Медведева Роза Петровна              | род. 08.02.1941         | Телеграфистка Красноярского телеграфа Министерства связи РСФСР | 03.07.1986      | [ ГС 19 ]  |
| 24         | Медведский Пётр Тимофеевич           | 15.08.1930 — 18.07.2006 | Бригадир слесарей-монтажников специализированного управления № 206 треста «Донбассметаллургмонтаж» Министерства монтажных и специальных строительных работ Украинской ССР, Донецкая область                             | 26.12.1973      | [ ГС 20 ]  |
| 25         | Меденцев Иван Петрович               | 1920 — 24.12.1981       | Бригадир тракторной бригады совхоза «Восточный» Дергачёвского района Саратовской области | 11.01.1957      | [ ГС 21 ]  |
| 26         | Медетбаев Даулбай                    | 1890 — ????             | Старший табунщик колхоза имени Дзержинского Уилского района Актюбинской области | 23.07.1948      | [ ГС 22 ]  |
| 27         | Медетов Баджан                       | род. 1926               | Бригадир колхоза «Искра» Октябрьского района Ташаузской области | 25.12.1976      |            |
| 28         | Медин Владимир Егорович              | 1913 — ????             | Старший механик Уштобинской МТС Талды-Курганской области | 28.03.1948      | [ ГС 23 ]  |
| 29         | Мединцев Иван Леонтьевич             | 04.12.1928 — 04.01.1992 | Бригадир монтажников монтажно-строительного управления № 73 треста «Химэлектромонтаж» Министерства среднего машиностроения СССР, Красноярский край                                                                      | 26.04.1971      | [ ГС 24 ]  |
| 30         | Медков Николай Михайлович            | 1923 — ????             | Комбайнёр Политотдельской МТС Министерства хлопководства СССР, Ставропольский край | 29.05.1952      |            |
| 31         | Мёдов Константин Иванович            | 08.06.1926 — 1989       | Бригадир проходчиков горных выработок шахты № 9 комбината «Интауголь» Министерства угольной промышленности СССР, Коми АССР                                                                                              | 29.06.1966      | [ ГС 25 ]  |
| 32         | Медовиков Аркадий Васильевич         | 20.10.1937 — 02.07.2008 | Старший вальцовщик Магнитогорского металлургического комбината имени В. И. Ленина Министерства чёрной металлургии СССР, Челябинская область                                                                             | 02.03.1981      | [ ГС 26 ]  |
| 33         | Медунов Сергей Фёдорович             | 04.10.1915 — 26.09.1999 | Первый секретарь Краснодарского крайкома КПСС | 07.12.1973      | [ ГС 27 ]  |
| 34         | Медунова Евдокия Ивановна            | 01.03.1909 — 22.04.1988 | Доярка молочного племенного совхоза «Лесные Поляны» Министерства совхозов СССР, Пушкинский район Московской области | 09.10.1949      | [ ГС 28 ]  |
| 35         | Медыченко Мария Акимовна             | 22.07.1920 — ????       | Звеньевая колхоза «Социалистична перебудова» Лысогорского района Николаевской области | 16.02.1948      | [ ГС 29 ]  |
| 36         | Меер Александра Тимофеевна           | 04.04.1929 — 28.05.2012 | Звеньевая колхоза «Прогресс» Шаргородского района Винницкой области | 16.02.1948      | [ ГС 30 ]  |
| 37         | Межелайтис Эдуардас Беньяминович     | 03.10.1919 — 06.06.1997 | Литовский поэт, переводчик, эссеист, гор. Вильнюс Литовской ССР | 27.09.1974      | [ ГС 31 ]  |
| 38         | Меженная Прасковья Фёдоровна         | род. 08.01.1928         | Птичница колхоза «Красная Звезда» Пластуновского района Краснодарского края | 31.10.1957      | [ ГС 32 ]  |
| 39         | Межерич Парфирий Матвеевич           | 1906 — ????             | Бригадир проходчиков строительного управления № 13 треста «Сталиншахтострой» Министерства строительства предприятий угольной промышленности Украинской ССР, Сталинская область                                          | 26.04.1957      | [ ГС 33 ]  |
| 40         | Межлайшкис Иозас Винцович            | 1912 — ????             | Председатель колхоза «Шешупе» Капсукского района Литовской ССР | 05.04.1958      | [ ГС 34 ]  |
| 41         | Межлумян Арташес Мартиросович        | 22.11.1901 — 1986       | Главный зоотехник Шаумяновского районного управления сельского хозяйства Армянской ССР | 16.10.1953      | [ ГС 35 ]  |
| 42         | Межлумян Савад Алексанович           | 1911 — ????             | Рабочий Мартунинского виноградарского совхоза Нагорно-Карабахской автономной области | 30.04.1966      | [ ГС 36 ]  |
| 43         | Межова Антонина Яковлевна            | 1922 — 23.10.2002       | Рабочая совхоза «Комсомолец» Анивского района Сахалинской области | 15.12.1972      | [ ГС 37 ]  |
| 44         | Межугорова Евдокия Ермиловна         | 09.10.1898 — 21.03.1966 | Звеньевая колхоза имени Мичурина Алтайского района Алтайского края | 04.03.1948      | [ ГС 38 ]  |
| 45         | Мезвришвили Элико Ивановна           | 1912 — ????             | Звеньевая колхоза села Велисцихе Гурджаанского района Грузинской СCP | 07.03.1960      | [ ГС 39 ]  |
| 46         | Мезенцев Денис Васильевич            | 1926—1991               | Тракторист Марсятского леспромхоза Министерства лесной и деревообрабатывающей промышленности СССР, Свердловская область                                                                                                 | 07.05.1971      | [ ГС 40 ]  |
| 47         | Мезин Семён Васильевич               | 14.04.1912 — 27.08.2001 | Бригадир тракторной бригады Моисеевской МТС Мелекесского района Ульяновской области | 27.02.1948      | [ ГС 41 ]  |
| 48         | Мезин Станислав Фёдорович            | 07.09.1929 — 28.09.2005 | Фрезеровщик Арзамасского приборостроительного производственного объединения имени 50-летия СССР Министерства авиационной промышленности СССР, Горьковская область                                                       | 10.06.1977      | [ ГС 42 ]  |
| 49         | Мейликулов Назар                     | род. 1935               | Бригадир колхоза имени Карла Маркса Гузарского района Кашкадарьинской области | 08.04.1971      |            |
| 50         | Мейлус Альбертас Пранович            | 16.09.1925 — ????       | Председатель колхоза «Тиеса» Паневежского района Литовской ССР | 16.03.1981      | [ ГС 43 ]  |
| 51         | Мейпариани Вано Васильевич           | 22.12.1903 — 11.04.1975 | Директор Брянского химического завода имени 50-летия СССР Министерства машиностроения СССР | 20.12.1973      | [ ГС 44 ]  |
| 52         | Мейтина Елена Васильевна             | 28.09.1926 — 09.06.1997 | Свинарка совхоза «Капитоновский» Макинского района Целиноградской области | 08.04.1971      | [ ГС 45 ]  |
| 53         | Меквабишвили Вера Константиновна     | 1925 — ????             | Колхозница колхоза имени Сталина Махарадзевского района Грузинской ССР | 23.07.1951      | [ ГС 46 ]  |
| 54         | Меквевришвили Михаил Ильич           | 1913 — ????             | Звеньевой колхоза имени Сталина Гурджаанского района Грузинской ССР | 09.08.1949      | [ ГС 47 ]  |
| 55         | Меккелев Евгений Ильич               | 26.12.1916 — 16.08.1977 | Старший диспетчер военно-эксплуатационного отделения № 2 Карельского фронта | 05.11.1943      | [ ГС 48 ]  |
| 56         | Меладзе Демурали Талибович           | 1880—1958               | Звеньевой колхоза имени Орджоникидзе Хулойского района Грузинской ССР | 09.08.1949      | [ ГС 49 ]  |
| 56.000001  | Меладзе Эмине Мевлудовна             | 1927 — 05.01.2016       | Колхозница колхоза имени Андреева Кобулетского района Аджарской АССР | 29.08.1949      | [ ГС 50 ]  |
| 57         | Меламед Эльза Эдуардовна             | 1922—1998               | Ткачиха филиала № 5 фирмы «Ригас текстилс» Латвийского совнархоза, гор. Рига | 01.10.1965      | [ ГС 51 ]  |
| 58         | Меланьин Пётр Михайлович             | 21.12.1918 — 08.12.1998 | Директор совхоза «Красный колос» Липецкого района Липецкой области | 22.03.1966      | [ ГС 52 ]  |
| 59         | Мелащенко Назар Егорович             | 1907 — ????             | Комбайнёр Ново-Алексеевской МТС Белореченского района Краснодарского края | 28.05.1952      | [ ГС 53 ]  |
| 60         | Мелдерис Леонид Петрович             | 08.12.1912 — ????       | Инженер Рижского радиотехнического завода «ВЭФ» Министерства радиопромышленности СССР, Латвийская ССР | 29.07.1966      | [ ГС 54 ]  |
| 61         | Мележко Анна Александровна           | 1913 — ????             | Рабочая Ингирского совхоза имени Берия Министерства сельского хозяйства СССР, Зугдидский район Грузинской ССР | 01.09.1951      | [ ГС 55 ]  |
| 62         | Мелентьев Лев Александрович          | 22.12.1908 — 08.07.1986 | Директор Сибирского энергетического института Сибирского отделения Академии наук СССР, академик АН СССР, гор. Иркутск                                                                                                   | 13.03.1969      | [ ГС 56 ]  |
| 63         | Мелентьева Алла Ивановна             | род. 05.07.1933         | Ткачиха прядильно-ткацкой фабрики имени Ногина Министерства лёгкой промышленности РСФСР, гор. Вичуга Ивановской области                                                                                                 | 05.04.1971      | [ ГС 57 ]  |
| 64         | Мелехин Виктор Михайлович            | род. 1928               | Электромонтёр контактной сети Куйбышевского участка энергоснабжения Куйбышевской железной дороги, Куйбышевская область                                                                                                  | 04.08.1966      |            |
| 65         | Мелехин Владимир Николаевич          | 23.11.1939 — 11.08.2001 | Кузнец Высокогорского механического завода Министерства машиностроения СССР, Свердловская область | 26.04.1971      | [ ГС 58 ]  |
| 66         | Мелёхин Николай Михайлович           | 16.03.1929 — 10.12.1995 | Комбайнёр совхоза «Налобинский» Соколовского района Северо-Казахстанской области | 19.04.1967      | [ ГС 59 ]  |
| 67         | Мелехин Сергей Тихонович             | 15.05.1936 — 23.02.2018 | Оператор поста управления Нижнетагильского металлургического комбината имени В. И. Ленина Министерства чёрной металлургии СССР, Свердловская область                                                                    | 29.04.1986      | [ ГС 60 ]  |
| 68         | Мелешко Олег Михайлович              | 15.03.1935 — 02.08.2019 | Председатель колхоза «Орловский» Кировского района Ставропольского края | 23.08.1990      | [ ГС 61 ]  |
| 69         | Мелещенко Мария Егоровна             | 08.03.1912 — ????       | Звеньевая совхоза «Станиславово» Министерства совхозов СССР, Гродненский район Гродненской области | 30.08.1950      | [ ГС 62 ]  |
| 70         | Мелик-Карамов Николай Борисович      | 05.04.1930 — 07.04.1975 | Буровой мастер Усть-Балыкской нефтеразведочной экспедиции Тюменского геологического управления Министерства геологии РСФСР, Ханты-Мансийский национальный округ Тюменской области                                       | 04.07.1966      | [ ГС 63 ]  |
| 71         | Меликишвили Иван Андреевич           | 1915 — ????             | Бригадир колхоза «Коммунизмис Гзит» Цителицкаройского района Грузинской ССР | 19.03.1947      | [ ГС 64 ]  |
| 72         | Меликишвили Николай Николаевич       | 1926 — ????             | Бригадир тракторной бригады колхоза села Земо-Кеди Цителцкаройского района Грузинской ССР | 14.12.1972      | [ ГС 65 ]  |
| 73         | Меликов Искендер Наджафович          | 10.02.1911 — 05.03.1971 | Директор виноградарского совхоза «Азербайджан» Министерства пищевой промышленности СССР, Азербайджанская ССР | 04.09.1950      |            |
| 74         | Меликов Мамед-Паша Мамед-Гусейн оглы | 07.01.1912 — ????       | Стерженщик машиностроительного завода имени лейтенанта Шмидта Министерства химического и нефтяного машиностроения СССР, гор. Баку Азербайджанской ССР                                                                   | 25.06.1966      |            |
| 75         | Меликов Салман Али оглы              | 01.05.1912 — ????       | Председатель Акстафинского райисполкома, Азербайджанская ССР | 10.03.1948      |            |
| 76         | Меликов Шафи                         | род. 1928               | Горнорабочий шахты № 8 рудоуправления «Таджикуголь» Среднеазиатского совнархоза, Таджикская ССР | 03.04.1965      |            |
| 77         | Меликова Туби Гасан кызы             | 05.05.1916 — 10.12.1975 | Прядильщица текстильного комбината имени В. И. Ленина Министерства лёгкой промышленности Азербайджанской ССР, гор. Баку                                                                                                 | 09.06.1966      | [ ГС 66 ]  |
| 78         | Меликулов Кудрат                     | 1919 — ????             | Звеньевой колхоза «Бирлик» Китабского района Кашка-Дарьинской области | 18.05.1949      |            |
| 79         | Меликулова Угилой                    | 02.03.1921 — ?          | Бригадир хлопководческой бригады колхоза имени Кирова Регарского района Таджикской ССР | 17.01.1957      | [ ГС 67 ]  |
| 80         | Мелисевич Евгения Андреевна          | 22.11.1914 — 1987       | Доярка экспериментальной базы «Белоусовщина» Брестской областной сельскохозяйственной опытной станции, Пружанский район                                                                                                 | 22.03.1966      | [ ГС 68 ]  |
| 81         | Мелихов Александр Павлович           | 10.10.1909 — 04.01.1975 | Первый секретарь Ленинского райкома КПСС, Московская область | 30.01.1957      | [ ГС 69 ]  |
| 82         | Мелихов Василий Михайлович           | 13.07.1914 — 07.07.1990 | Бригадир слесарей-монтажников Уфимского строительно-монтажного управления № 1 треста «Востокнефтезаводмонтаж» Министерства монтажных и специальных строительных работ СССР, Башкирская АССР                             | 26.07.1966      | [ ГС 70 ]  |
| 83         | Мелихов Николай Филиппович           | 16.05.1928 — 2008       | Бригадир бригады горнопроходческого щита строительного управления № 1 треста «Мосшахтострой» Главцентрошахтостроя Министерства строительства предприятий угольной промышленности СССР, Кимовский район Тульской области | 26.04.1957      | [ ГС 71 ]  |
| 84         | Мелихова Агафия Алексеевна           | 06.05.1905 — 10.09.1980 | Звеньевая колхоза «Октябрь» Томаровского района Курской области | 25.09.1948      | [ ГС 72 ]  |
| 85         | Мелихова Любовь Николаевна           | род. 07.04.1936         | Доярка колхоза имени Свердлова Тоцкого района Оренбургской области | 22.03.1966      | [ ГС 73 ]  |
| 86         | Мелкадзе Баграт Сергеевич            | 1911 — ????             | Начальник смены плавильного цеха Зестафонского завода ферросплавов, Грузинская ССР | 19.07.1958      | [ ГС 74 ]  |
| 87         | Мелкадзе Исидор Германович           | 25.07.1907 — ????       | Заведующий отделом сельского хозяйства Самтредского района Грузинской ССР | 19.04.1951      | [ ГС 75 ]  |
| 88         | Мелконян Ашот Алексанович            | род. 1933               | Бригадир бурильщиков Кафанского меднорудного комбината, Армянская ССР | 28.05.1960      | [ ГС 76 ]  |
| 89         | Мелконян Нигуш Амаяковна             | 1929 — ????             | Звеньевая колхоза «III Интернационал» Октемберянского района Армянской ССР | 14.06.1950      | [ ГС 77 ]  |
| 90         | Мелконян Соломон Акопович            | 1903 — ????             | Агроном колхоза имени Микояна Очемчирского района Абхазской АССР | 03.05.1949      | [ ГС 78 ]  |
| 91         | Мелуа Михаил Моисеевич               | 1904 — ????             | Директор Диди-Чконского совхоза Министерства сельского хозяйства СССР, Мартвильский район Грузинской ССР | 27.07.1951      | [ ГС 79 ]  |
| 92         | Мелькова Евдокия Семёновна           | 09.03.1937 — ????       | Мастер машинного доения совхоза «Половодовский» Соликамского района Пермской области | 23.12.1976      | [ ГС 80 ]  |
| 93         | Мельник Алексей Семёнович            | 30.06.1939 — 21.11.2012 | Бригадир колхоза имени Кирова Ленинградского района Краснодарского края | 06.06.1984      | [ ГС 81 ]  |
| 94         | Мельник Иван Игнатьевич              | 21.01.1927 — 28.07.2011 | Председатель колхоза «17-й партсъезд» Горецкого района Могилёвской области | 05.12.1985      | [ ГС 82 ]  |
| 94.000002  | Мельник Мария Васильевна             | 15.05.1930 — 19.11.1998 | Свинарка колхоза имени Фрунзе Беловского района Курской области | 22.03.1966      | [ ГС 83 ]  |
| 95         | Мельник Пелагея Феодосиевна          | 1920 — ????             | Заведующая свиноводческой фермой колхоза имени Ильича Уманского района Черкасской области | 22.03.1966      |            |
| 96         | Мельник Яков Иванович                | 22.04.1903 — 21.09.1955 | Директор семеноводческого совхоза имени 25 лет Октября Министерства совхозов СССР, Первомайский район Одесской области                                                                                                  | 13.03.1948      | [ ГС 84 ]  |
| 97         | Мельников Алексей Фёдорович          | 14.01.1929 — 27.10.2016 | Старший мастер мартеновского цеха № 2 Магнитогорского металлургического комбината имени Ленина Министерства чёрной металлургии СССР, Челябинская область                                                                | 18.07.1975      | [ ГС 85 ]  |
| 98         | Мельников Дмитрий Фёдорович          | 04.11.1930 — 23.03.1994 | Генеральный директор Балаковского производственного объединения «Химволокно» имени В. И. Ленина Министерства химической промышленности СССР, Саратовская область                                                        | 06.01.1986      | [ ГС 86 ]  |
| 99         | Мельников Иван Венедиктович          | 1924 — 05.04.1992       | Бригадир забойщиков шахты № 24 рудоуправления имени Ворошилова треста «Никополь-Марганец», Днепропетровская область | 19.07.1958      | [ ГС 87 ]  |
| 100        | Мельников Михаил Васильевич          | 26.08.1919 — 07.05.1996 | Начальник отдела ОКБ-1 Государственного комитета Совета Министров СССР по оборонной технике, Московская область | 17.06.1961      | [ ГС 88 ]  |
| 101        | Мельников Николай Васильевич         | 28.02.1909 — 07.12.1980 | Директор Института проблем комплексного освоения недр Академии наук СССР, академик АН СССР, гор. Москва | 27.02.1979      | [ ГС 89 ]  |
| 102        | Мельников Павел Иванович             | 19.06.1908 — 21.07.1994 | Директор Института мерзлотоведения Сибирского отделения Академии наук СССР, академик АН СССР, гор. Якутск | 27.04.1984      | [ ГС 90 ]  |
| 103        | Мельников Пётр Григорьевич           | 15.05.1908 — 16.10.1975 | Помповый машинист теплохода Каспийского государственного морского пароходства Министерства морского флота СССР, Азербайджанская ССР                                                                                     | 03.08.1960      | [ ГС 91 ]  |
| 104        | Мельников Сергей Фёдорович           | 29.05.1898 — 21.09.1976 | Главный инженер Архангельского целлюлозно-бумажного комбината Архангельского совнархоза | 29.06.1961      | [ ГС 92 ]  |
| 105        | Мельников Степан Иванович            | 1916—1975               | Председатель колхоза «Власть труда» Кромского района Орловской области | 30.03.1948      | [ ГС 93 ]  |
| 106        | Мельникова Ирина Сергеевна           | 1909 — ????             | Звеньевая колхоза имени Ленина, гор. Измаил Измаильской области | 29.05.1951      |            |
| 107        | Мельницкий Андрей Петрович           | 1933 — ????             | Бригадир горнорабочих очистного забоя шахты имени Л. И. Лутугина комбината «Торезантрацит» Министерства угольной промышленности Украинской ССР, Донецкая область                                                        | 30.03.1971      | [ ГС 94 ]  |
| 108        | Мельниченко Варвара Филипповна       | род. 1934               | Бригадир гидромелиоративного совхоза-техникума имени Ленина Кагульского района Молдавской ССР | 30.04.1966      |            |
| 109        | Мельниченко Владимир Петрович        | 1914 — ????             | Бригадир тракторной бригады колхоза «Украина» Кировоградского района Кировоградской области | 31.12.1965      |            |
| 110        | Мельниченко Нина Гавриловна          | 1913—1979               | Звеньевая колхоза «Заповит Ильича» Арбузинского района Николаевской области | 23.04.1949      |            |
| 111        | Мельниченко Пётр Степанович          | 1909 — ????             | Бригадир колхоза «Заповит Ленина» Маловисковского района Кировоградской области | 23.06.1966      |            |
| 112        | Мелюченко Виктор Кузьмич             | 1918—1975               | Председатель рыболовецкого колхоза «Рассвет Севера» Охотского района Хабаровского края | 02.03.1957      | [ ГС 95 ]  |
| 113        | Мемишиши Зелиха Харуновна            | 1925—1971               | Звеньевая колхоза имени Орджоникидзе Батумского района Аджарской АССР | 29.08.1949      | [ ГС 96 ]  |
| 114        | Менглиев Базар                       | 1886 — ????             | Звеньевой колхоза «Янги Маданият» Джар-Курганского района Сурхан-Дарьинской области | 27.04.1948      | [ ГС 97 ]  |
| 115        | Мендалиев Кенжебек                   | 30.09.1914 — 17.01.1985 | Первый секретарь Фурмановского райкома Компартии Казахстана, Уральская область | 08.04.1971      | [ ГС 98 ]  |
| 116        | Мендгазиев Баймаш                    | 01.03.1890 — 14.06.1975 | Старший чабан каракулеводческого совхоза «Полынный» Министерства совхозов СССР, Енотаевский район Астраханской области                                                                                                  | 26.09.1950      | [ ГС 99 ]  |
| 117        | Мендерова Мария Павловна             | 05.07.1933 — 15.09.2016 | Бригадир совхоза «Плосковский» Починковского района Смоленской области | 11.12.1973      | [ ГС 100 ] |
| 118        | Мендыбаев Абиль                      | 1886 — ????             | Чабан колхоза имени Энгельса Джангалинского района Западно-Казахстанской области | 29.03.1958      | [ ГС 101 ] |
| 119        | Мендыбаев Тусыпбек                   | 1880 — ????             | Старший чабан колхоза имени Калинина Улутауского района Карагандинской области | 23.07.1948      | [ ГС 102 ] |
| 120        | Менкенов Гаря Гакович                | 23.05.1923 — 23.10.2015 | Старший гуртоправ совхоза «Ергенинский» Приозёрного района Калмыцкой АССР | 08.04.1971      | [ ГС 103 ] |
| 121        | Менлибаева Айша                      | 1912 — ????             | Старший чабан колхоза имени Первого Мая Сыр-Дарьинского района Кзыл-Ординской области | 29.03.1958      | [ ГС 104 ] |
| 122        | Ментешашвили Семён Семёнович         | 1906 — ????             | Председатель исполнительного комитета Цителцкаройского районного Совета депутатов трудящихся, Грузинская ССР | 25.11.1950      |            |
| 123        | Меншутин Алексей Алексеевич          | 13.03.1916 — 18.03.1999 | Генеральный директор Ленинградского производственного объединения «Красногвардеец» Министерства медицинской промышленности СССР                                                                                         | 29.05.1981      | [ ГС 105 ] |
| 124        | Менщиков Александр Николаевич        | род. 14.08.1938         | Тракторист колхоза «Гигант» Кетовского района Курганской области | 13.12.1972      | [ ГС 106 ] |
| 125        | Меньшиков Борис Николаевич           | 30.03.1941 — 04.04.2008 | Бригадир проходчиков рудника «Комсомольский» Норильского горно-металлургического комбината имени А. П. Завенягина Министерства цветной металлургии СССР, Красноярский край                                              | 08.07.1985      | [ ГС 107 ] |
| 126        | Меньшиков Иван Петрович              | 26.10.1913 — 12.06.1963 | Комбайнёр Краснинской МТС Челябинской области | 04.07.1951      | [ ГС 108 ] |
| 127        | Меньшикова Вера Сергеевна            | 20.07.1931 — 08.04.2003 | Свинарка совхоза «Амурский» Белогорского района Амурской области | 22.03.1966      | [ ГС 109 ] |
| 128        | Меньшикова Леонида Пимоновна         | 25.08.1927 — 31.03.2011 | Прядильщица Душанбинского текстильного комбината Министерства лёгкой промышленности Таджикской ССР | 05.04.1971      |            |
| 129        | Мергалиев Шакай                      | 1901 — 02.09.1971       | Старший чабан колхоза «Интернационал» Казталовского района Западно-Казахстанской области | 23.07.1948      | [ ГС 110 ] |
| 130        | Мергенбаева Жанбупе                  | 1920 — ????             | Заведующая коневодством колхоза имени Ворошилова Жилокосинского района Гурьевской области | 23.07.1948      | [ ГС 111 ] |
| 131        | Мергенов Мовлам                      | род. 1924               | Буровой мастер Баминской геологоразведочной партии Управления геологии Совета Министров Туркменской ССР | 04.07.1966      |            |
| 132        | Мердов Анатолий Фёдорович            | род. 07.11.1934         | Капитан среднего рыболовного траулера «Крутогорово», гор. Петропавловск-Камчатский Камчатской области | 13.04.1963      | [ ГС 112 ] |
| 133        | Мередов Какабай                      | 1895—1973               | Бригадир хлопководческой бригады колхоза имени Хрущёва Куня-Ургенчского района Ташаузской области | 14.02.1957      | [ ГС 113 ] |
| 134        | Мередов Нургельды                    | 1911 — ????             | Начальник цеха Безмеинской ГРЭС имени В. И. Ленина Главного управления энергетики и электрификации Совета Министров Туркменской ССР                                                                                     | 04.10.1966      |            |
| 135        | Мередов Сеид                         | 1914 — ????             | Старший чабан каракулеводческого совхоза «Ербентский» Министерства внешней торговли СССР, Ашхабадский район Ашхабадской области                                                                                         | 15.09.1948      |            |
| 136        | Меренова Евдокия Андреевна           | 14.08.1914 — 10.02.1975 | Трактористка Моховской МТС Парфёновского района Алтайского края | 11.01.1957      | [ ГС 114 ] |
| 137        | Меретуков Аслан Ахмедович            | 10.10.1936 — 17.12.2004 | Звеньевой колхоза имени XXII съезда КПСС Шовгеновского района Адыгейской автономной области | 08.04.1971      | [ ГС 115 ] |
| 138        | Мерещенко Николай Денисович          | 13.09.1928 — 09.05.2003 | Маслодел-мастер Белгородского молочного комбината Министерства мясной и молочной промышленности РСФСР | 17.03.1981      | [ ГС 116 ] |
| 139        | Мержвинская Анна Константиновна      | 19.03.1922 — 07.01.1991 | Бригадир совхоза «Лузинский» Омского района Омской области | 22.03.1966      | [ ГС 117 ] |
| 140        | Мерзликин Владимир Николаевич        | 20.10.1932 — 31.05.2012 | Тракторист совхоза «Косихинский» Косихинского района Алтайского края | 23.12.1976      | [ ГС 118 ] |
| 141        | Мериков Михаил Васильевич            | род. 1930               | Механизатор совхоза имени газеты «Правда» Еланецкого района Николаевской области | 08.12.1973      |            |
| 142        | Мерициди Христофор Абрамович         | 1905—1974               | Председатель колхоза «Красный Октябрь» Кобулетского района Аджарской АССР | 29.08.1949      | [ ГС 119 ] |
| 143        | Меркало Лукия Гордеевна              | 17.05.1906 — 27.11.2008 | Свинарка колхоза имени Шевченко Синельниковского района Днепропетровской области | 24.06.1949      | [ ГС 120 ] |
| 144        | Меркотан Екатерина Фёдоровна         | 1927 — ????             | Звеньевая колхоза «Первое Мая» Скадовского района Херсонской области | 21.08.1951      | [ ГС 121 ] |
| 145        | Меркулов Георгий Алексеевич          | род. 31.12.1929         | Горнорабочий очистного забоя шахты имени В. И. Ленина комбината «Кизелуголь» Министерства угольной промышленности СССР, Пермская область                                                                                | 30.03.1971      | [ ГС 122 ] |
| 146        | Меркулов Михаил Иванович             | 22.11.1928 — 06.07.2012 | Бригадир монтажников Первого Липецкого строительно-монтажного управления треста «Стальконструкция» Министерства монтажных и специальных строительных работ СССР                                                         | 19.06.1973      | [ ГС 123 ] |
| 147        | Меркулов Николай Константинович      | 1894 — ????             | Бригадир виноградарского совхоза «Терек» Министерства пищевой промышленности СССР, Будённовский район Ставропольского края                                                                                              | 16.10.1950      | [ ГС 124 ] |
| 148        | Меркулов Тихон Михайлович            | 23.08.1927 — 01.03.1993 | Председатель колхоза «Родина» Нижнедевицкого района Воронежской области | 11.12.1973      | [ ГС 125 ] |
| 149        | Меркулов Юрий Степанович             | 15.01.1932 — 26.01.1999 | Формовщик Днепропетровского завода металлургического оборудования Министерства тяжёлого, энергетического и транспортного машиностроения СССР                                                                            | 09.07.1966      | [ ГС 126 ] |
| 149.000003 | Меркулова Нина Степановна            | 21.05.1926 — 30.07.1996 | Звеньевая колхоза имени Шевченко Куйбышевского района Куйбышевской области | 26.02.1948      | [ ГС 127 ] |
| 150        | Меркушенков Павел Яковлевич          | 15.08.1920 — 16.03.1983 | Председатель колхоза «Россия» Обоянского района Курской области | 31.12.1965      | [ ГС 128 ] |
| 151        | Мерлис Пётр Миронович                | 05.07.1908 — 07.03.1994 | Заместитель главного конструктора Коломенского тепловозостроительного завода имени В. В. Куйбышева Московского областного совнархоза                                                                                    | 20.09.1963      | [ ГС 129 ] |
| 152        | Месечко Степан Савельевич            | 21.01.1909 — ????       | Дорожный мастер Попаснянской дистанции пути Донецкой железной дороги, Луганская область | 01.08.1959      | [ ГС 130 ] |
| 153        | Месхидзе Эмине Мевлудовна            | 1921 — ????             | Колхозница колхоза имени Микояна Кобулетского района Аджарской АССР | 29.08.1949      | [ ГС 131 ] |
| 154        | Месхидзе Эмине Мевлудовна            | 1927 — 05.01.2016       | Колхозница колхоза имени Андреева Кобулетского района Аджарской АССР | 29.08.1949      | [ ГС 132 ] |
| 155        | Месяцев Александр Степанович         | 15.01.1911 — 30.11.1972 | Директор каракулеводческого совхоза «Чим-Курган» Кировского района Южно-Казахстанской области | 29.03.1958      | [ ГС 133 ] |
| 156        | Метёлкин Юрий Александрович          | 03.07.1926 — ????       | Фрезеровщик Ленинградского оптико-механического объединения Министерства оборонной промышленности СССР, гор. Ленинград                                                                                                  | 16.01.1974      | [ ГС 134 ] |
| 157        | Метельский Дмитрий Савельевич        | 1921—2004               | Бригадир совхоза «Победа» Красноармейского района Кокчетавской области | 19.04.1967      | [ ГС 135 ] |
| 158        | Метенс Фриц Янович                   | 14.12.1911 — 20.03.1966 | Бригадир колхоза имени Молотова Талсинского района Латвийской ССР | 08.03.1952      | [ ГС 136 ] |
| 159        | Метлушко Екатерина Афанасьевна       | 01.04.1927 — 20.09.1995 | Доярка молочного совхоза «Ведричи» Министерства совхозов СССР, Василевичский район Полесской области | 26.09.1950      | [ ГС 137 ] |
| 160        | Метляев Василий Кириллович           | 14.01.1924 — 01.07.2014 | Первый секретарь Бериславского райкома Компартии Украины, Херсонская область | 22.12.1977      | [ ГС 138 ] |
| 161        | Меунаргия Валерьян Германович        | 15.04.1941 —            | Механик-водитель чаесборочной машины Ингирского чаеводческого совхоза Зугдидского района Грузинской ССР | 10.02.1975      | [ ГС 139 ] |
| 162        | Мехонцев Леонид Яковлевич            | 22.03.1913 — 01.08.1980 | Токарь завода «Уралэлектротяжмаш» имени В. И. Ленина Министерства электротехнической промышленности СССР, гор. Свердловск                                                                                               | 08.08.1966      | [ ГС 140 ] |
| 163        | Мехралиев Гусейн Эйваз оглы          | 28.01.1907 — ????       | Бригадир тракторной бригады Карягинской МТС Карягинского района Азербайджанской ССР | 12.07.1950      | [ ГС 141 ] |
| 164        | Мехралиев Мурсал Мехрали оглы        | 1906—1997               | Старший чабан колхоза имени Кагановича Ждановского района Азербайджанской ССР | 17.08.1948      | [ ГС 142 ] |
| 165        | Мехралиев Паша Бекир оглы            | 05.10.1908 — 27.06.1968 | Главный агроном отдела сельского хозяйства Масаллинского района Азербайджанской ССР | 01.07.1949      | [ ГС 143 ] |
| 166        | Мехралиев Сейфи Сейд оглы            | 1900 — 08.03.1977       | Старший чабан колхоза имени 18 партсъезда Зардобского района Азербайджанской ССР | 24.06.1949      | [ ГС 144 ] |
| 167        | Мехренцев Анатолий Александрович     | 02.08.1926 — 07.01.1985 | Генеральный директор машиностроительного завода имени М. И. Калинина Министерства авиационной промышленности СССР, гор. Свердловск                                                                                      | 29.03.1976      | [ ГС 145 ] |
| 168        | Мехреньгин Анатолий Фёдорович        | 21.07.1916 — 22.01.1986 | Варщик целлюлозы Соломбальского бумажно-деревообрабатывающего комбината Министерства лесной, целлюлозно-бумажной и деревообрабатывающей промышленности СССР, гор. Архангельск                                           | 17.09.1966      | [ ГС 146 ] |
| 169        | Мехтиев Дашты Мелик оглы             | 01.06.1900 — 19.07.1974 | Колхозник колхоза имени Калинина Ахсуинского района Азербайджанской ССР | 12.01.1951      |            |
| 170        | Мехтиев Иса Мамед оглы               | род. 16.02.1924         | Звеньевой колхоза имени Сталина Карягинского района Азербайджанской ССР | 10.03.1948      |            |
| 171        | Мехтиев Шафигат Мамед оглы           | 1912 — ????             | Директор Зангеланской МТС Азербайджанской ССР | 10.03.1948      |            |
| 172        | Мехтиева Гюльхара Иззят кызы         | 01.07.1920 — ????       | Звеньевая колхоза имени Теймура Кулиева Астрахан-Базарского района Азербайджанской ССР | 17.08.1950      |            |
| 173        | Мехтиева Джейран Али кызы            | 01.04.1914 — ????       | Звеньевая колхоза имени Клары Цеткин Шамхорского района Азербайджанской ССР | 08.08.1950      |            |
| 174        | Мехтиева Хейранса Таги кызы          | 1920 — ????             | Звеньевая колхоза имени Жданова Болнисского района Грузинской ССР | 25.09.1950      |            |
| 175        | Мечетная Марфа Марковна              | 1914 — ????             | Бригадир полеводческой бригады свиноводческого совхоза имени 1 Мая Министерства совхозов СССР, Артёмовский район Сталинской области                                                                                     | 13.03.1948      | [ ГС 147 ] |
| 176        | Мешалкин Евгений Николаевич          | 25.02.1916 — 08.03.1997 | Директор Научно-исследовательского института патологии кровообращения, член-корреспондент Академии медицинских наук СССР, гор. Новосибирск                                                                              | 24.02.1976      | [ ГС 148 ] |
| 177        | Мешанюк Даниил Андреевич             | 1919 — ????             | Бригадир Жашковского свеклосовхоза Министерства пищевой промышленности СССР, Жашковский район Киевской области | 30.04.1948      | [ ГС 149 ] |
| 178        | Мешков Александр Григорьевич         | 12.07.1927 — 09.02.1994 | Заместитель министра среднего машиностроения СССР, гор. Москва | 18.03.1982      | [ ГС 150 ] |
| 179        | Мешков Михаил Михайлович             | 1929 — 07.10.2000       | Шофёр Черепановского автохозяйства Новосибирского управления автомобильного транспорта Министерства автомобильного транспорта и шоссейных дорог РСФСР                                                                   | 05.10.1966      | [ ГС 151 ] |
| 180        | Мешков Николай Иосифович             | род. 1930               | Директор совхоза «Кызыл-Джар» Джаны-Джольского района Ошской области | 10.05.1988      | [ ГС 152 ] |
| 181        | Мешков Пётр Захарович                | 26.10.1910 — 22.12.1961 | Председатель колхоза «Россия» Ейского района Краснодарского края | 31.10.1957      | [ ГС 153 ] |
| 182        | Мещанинов Иван Иванович              | 05.12.1883 — 16.01.1967 | Директор Института языка и мышления Академии наук СССР, академик-секретарь Отделения литературы и языка АН СССР, академик АН СССР, гор. Ленинград                                                                       | 10.06.1945      | [ ГС 154 ] |
| 183        | Мещеряков Александр Николаевич       | 14.05.1914 — 12.07.2005 | Машинист локомотивного депо Ртищево-2 Юго-Восточной железной дороги, Саратовская область | 01.08.1959      | [ ГС 155 ] |
| 184        | Мещеряков Алексей Владимирович       | 08.03.1910 — 05.02.1987 | Главный инженер Московского машиностроительного завода «Опыт» Министерства авиационной промышленности СССР | 22.09.1972      | [ ГС 156 ] |
| 185        | Мещеряков Василий Иванович           | 1908 — ????             | Секретарь Гиссарского райкома Компартии (большевиков) Таджикистана, Сталинабадская область | 01.03.1948      |            |
| 186        | Мещеряков Георгий Васильевич         | 16.04.1931 — 16.06.2019 | Капитан-директор большого морозильного рыболовного траулера «Узбекистан» Управления тралового и рефрижераторного флота Министерства рыбного хозяйства СССР, Камчатская область                                          | 07.07.1966      | [ ГС 157 ] |
| 187        | Мещеряков Георгий Николаевич         | 18.03.1921 — ????       | Бригадир шофёров Донецкого производственного объединения грузового автотранспорта Министерства автомобильного транспорта Украинской ССР                                                                                 | 23.01.1974      | [ ГС 158 ] |
| 188        | Мещеряков Иван Васильевич            | 01.09.1922 — 28.09.2012 | Заместитель начальника Центрального научно-исследовательского института космических средств Министерства обороны СССР по научной работе, гор. Москва                                                                    | 17.10.1975      | [ ГС 159 ] |
| 189        | Мжаванадзе Василий Павлович          | 20.09.1902 — 31.08.1988 | Первый секретарь Центрального комитета Компартии Грузии, кандидат в члены Президиума ЦК КПСС, гор. Тбилиси | 21.09.1962      | [ ГС 160 ] |
| 190        | Мжаванадзе Галина Дмитриевна         | 1907 — ????             | Колхозница колхоза имени Молотова Махарадзевского района Грузинской ССР | 01.09.1951      | [ ГС 161 ] |
| 191        | Мжаванадзе Мерием Меджидовна         | род. 1932               | Колхозница колхоза имени Микояна Кобулетского района Аджарской АССР | 01.09.1951      | [ ГС 162 ] |
| 192        | Мжаванадзе Мерико Мурадовна          | 1926—2005               | Колхозница колхоза имени Ленина Хуцубанского сельсовета Кобулетского района Аджарской АССР | 29.08.1949      | [ ГС 163 ] |
| 193        | Мжаванадзе Рехиме Мамудовна          | 1921—1979               | Колхозница колхоза «Комкавширис хма» Кобулетского района Аджарской АССР | 29.08.1949      | [ ГС 164 ] |
| 194        | Мжавия Доментий Евстафьевич          | 1904 — ????             | Главный агроном районного отдела сельского хозяйства Махарадзевского района Грузинской ССР | 21.02.1948      | [ ГС 165 ] |

| Навигационная таблица | Навигационная таблица |
| --------------------- | --------------------- |
| «М»                   | Маады — Макушев       |
| «М»                   | Малай — Манякин       |
| «М»                   | Мараев — Маяцкий      |
| «М»                   | Мгеладзе — Мжавия     |
| «М»                   | Мигаев — Мищихин      |
| «М»                   | Мкртычян — Мощенков   |
| «М»                   | Мравинский — Мячин    |